# Joël Dicker
Joël Dicker (Ginebra, 16 de juny de 1985) és un escriptor suís, descendent de francesos i russos.

## Biografia
Fill d'una llibretera ginebrina i d'un professor de francès – i besnet del polític Jacques Dicker –, Joël Dicker es va escolaritzar a Ginebra, entre altres a l'escola Madame de Staël i va fer el Cours Florent a París durant un any abans de tornar a Suïssa.
Titulat en dret per la Universitat de Ginebra (2010) Amb la seva primera novel·la, Els últims dies dels nostres pares (2010), publicada en català el 2014, va guanyar amb tan sols 25 anys, el Premi dels Escriptors Ginebrins. Dos anys després publicava La veritat sobre el cas Harry Quebert (2012), un fenomen editorial que s'ha descrit com una mena de barreja entre Larsson, Nabókov i Philip Roth i que ha rebut elogis unànimes tant de la crítica com del públic, i ha rebut el Gran Premi de Novel·la de l'Acadèmia Francesa, el Premi Goncourt des Lycéens.
L'any 2015 va publicar El llibre dels Baltimore, on recuperava el personatge principal de La veritat sobre el cas Harry Quebert, en Marcus Gooldman. L'editorial La Campana el va publicar en català l'any 2016.
L'any 2018 va publicar La desaparició de Stephanie Mailer, la seva quarta novel·la on diversos narradors expliquen de manera coral la història.
A inicis de 2020 es va anunciar la imminent publicació de la seva cinquena obra, L'Énigme de la Chambre 622.

## Obres
- 2005: Le Tigre, publicada en una antologia dels guanyadors de l'International Prize for Young French-speaking Authors per Hèbe Editions
- 2010: Les Derniers jours de nos pères. Traduïda al català: Dicker, Joël. Els últims dies dels nostres pares.  La Campana. ISBN 978-84-941928-8-3.
- 2012: La Vérité sur l'Affaire Harry Quebert. Éditions de Fallois/L'Âge d'Homme. Traducció al català: Dicker, Joël. La veritat sobre el cas Harry Quebert.  La Campana. ISBN 978-84-96735-85-9.
- 2015: Le Livre des Baltimore. Éditions de Fallois. Traducció al català: Dicker, Joël. El llibre dels Baltimore.  La Campana. ISBN 978-84-16457-32-8.
- 2018: La Disparition de Stephanie Mailer. Éditions de Fallois. Traducció al català: Dicker, Joël. La desaparició de Stephanie Mailer.  La Campana. ISBN 978-84-16863-39-6.
- 2020: L'Énigme de la Chambre 622. Éditions de Fallois. Traducció al català: Dicker, Joël. L'Enigma de l'habitació 622.  La Campana. ISBN 978-84-16863-71-6.
- 2022: L’Affaire Alaska Sanders. Éditions Rosie et Wolfe. Traducció al català: Dicker, Joël. El cas Alaska Sanders.  La campana. ISBN 9788418226717.
- 2024: Un animal sauvage
- 2025: La catastròfica visita al zoo